# Ігрова комісія штату Мічиган
Ігрова комісія штату Мічиган або Michigan Gaming Control Board (MGCB) — це рада ігрового контролю в Мічигані, яка забезпечує нагляд за ігровою індустрією штату, яка була заснована та затверджена загальнодержавним голосуванням у листопаді 1996 року.
2019 року законодавча влада широко розширила сферу ігор у штаті, дозволивши спортивні ставки та онлайн-ігри у трьох казино в Детройті та майже двох десятках казино, що належать і експлуатуються племенами навколо штату на їхній території.

## Історія
У листопаді 1996 року виборці в Мічигані схвалили пропозицію, дозволивши відкриття трьох комерційних казино в найбільшому місті — Детройті. Пропозиція була розширена та підписана законом у 1997 році як Мічиганський закон про контроль та доходи від ігор. Це створило Мічиганську комісію з управління іграми під управлінням Міністерства фінансів Мічигану.
8 жовтня 2009 р. Губернатор штату Мічиган Дженніфер Гренхольм підписала розпорядження 2009-45, скасувавши посаду комісара для нагляду за перегонами та переклавши його обов'язки на посаду виконавчого директора Мічиганського контролю за іграми, документ набрав чинності 17 січня 2010 р.
11 квітня 2012 року губернатор Рік Снайдер підписав розпорядження 2012-4, що розширило регулювання, надавши повноважень виконавчому директору благодійних ігор в стилі казино в Мічигані.
20 грудня 2019 року губернатор Гретхен Вітмер підписала законопроєкт про санкціонування спортивних ставок та онлайн-ігор у трьох казино в Детройті та двох десятках племінних казино, розташованих в інших регіонах штату. Він був прийнятий при потужній двопартійній підтримці в законодавчому органі. Він також запровадив правила щодо фентезі-спорту та ставок у штаті. Ця зміна мала призвести до отримання десятків мільйонів доларів з податків.
12 листопада 2020 року Ігрова комісія схвалила продовження ліцензій для казино Greektown, MotorCity та MGM Grand Detroit.

## Склад
Рада складається з п'яти членів та виконавчого директора, призначеного губернатором Мічигану та затвердженого Сенатом Мічигану.

## Діяльність
Чотири підрозділи агентства ліцензують та регулюють державні комерційні казино, перегони, деякі благодійні ігри та пов'язаних постачальників і службовців. Інші форми благодійних ігор, такі як бінго та розіграші, регулюються Мічиганською лотереєю.
Завдяки суверенітету корінних американських племен, Рада не має регуляторних повноважень щодо племінних казино, але має повноваження щодо контролю за дотриманням племенами положення про Державно-племінний договір. Іншими аспектами регулювання діяльності казино корінних американців у Мічигані займаються Національна індійська комісія з ігор та керівне плем'я казино.
Їх робота підтримується Генеральною прокуратурою штату Мічиган, поліцією штату Мічиган та Мічиганським департаментом технологій, управління та бюджету.